# بايرون ويسلي
بايرون ويسلي (بالإنجليزية: Byron Wesley)‏ مواليد 26 ديسمبر 1992 في مونتيري، هو لاعب كرة سلة أمريكي. بدأ مسيرته الاحترافية في سنة 2016. يلعب في الدوري البولندي لكرة السلة. يبلغ طوله 6 قدم 5 بوصة (2.0 م).

## روابط خارجية
- بايرون ويسلي على موقع كرة السلة الأوروبية.كوم (الإنجليزية)
- بايرون ويسلي على موقع كلية كرة السلة في سبورتس رفرنس.كوم (الإنجليزية)
- بايرون ويسلي على موقع ريلجم (الإنجليزية)
- بايرون ويسلي على موقع بروبوليرز (الإنجليزية)
- بايرون ويسلي على موقع سبورتس رفرنس (الإنجليزية)